# Francesc de Moncada, III marqués d'Aytona
El Retrat eqüestre de Francesc de Moncada és un oli sobre llenç realitzat pel pintor Anton Van Dyck. El quadre data en el 1634 i les seues dimensions són 305,2 x 240,3 cm. Actualment es troba en el Museu de Belles Arts de València. El Museu del Louvre posseïx una versió idèntica.

## Localització
Quant a l'origen del quadre, a pesar que hui dia es desconeix el lloc de realització, es pensa que el quadre degué arribar a València diversos anys enrere. Esta obra, que pertanyia a la col·lecció valenciana del coronel Manuel Montesinos i Molina, va arribar a les mans del Museu de Belles Arts de València gràcies a la cessió per part dels seus hereus Montesinos Checa i Trenor Montesinos a la Reial Acadèmia de Belles Arts de Sant Carles perquè l'exposara en el Museu el 1941.

## Anàlisi estilístic
Van Dyck utilitza una composició dinàmica i equilibrada acompanyada de diagonals i figures que mostren cert moviment per a apreciar una major fluïdesa en la representació. La influència del barroc flamenc en Van Dyck es capta en els colors intensos i contrastats, que, acompanyats d'una pinzellada llarga i fluida, destaquen els tons càlids i rics en la vestimenta de Montcada i en el cavall, i el contrast dramàtic amb una atmosfera fosca en el fons que ajuda al fet que el protagonista de la representació ressalte. A més, l'autor empra amb destresa un joc de llums i ombres per a mostrar les figures i crear un efecte d'espai, de tridimensionalitat. La llum prové del costat esquerre de la composició. Això, acompanyat de la perspectiva utilitzada i els escorços que es mostren en el cavall, creen un espai en el qual Francesc de Montcada és representat.
El realisme de l'obra es comprén a través dels detalls minuciosos en les vestimentes luxoses de Montcada i en els volums i anatomia del seu majestuós cavall. D'altra banda, l'efectisme de l'obra es transmet mitjançant una representació dinàmica i tibant, seguida d'una expressió facial i gestual que exposa la serenitat, poder i autoritat de Francesc de Montcada. La combinació de tots estos elements denoten una atmosfera única i majestuosa en la qual Van Dyck representa la noblesa idealitzada.

## Aproximació al significat
En la profunditat simbòlica que envolta l'obra, la representació encarna els ideals de poder, autoritat i prestigi associats amb l'aristocràcia de l'època.
Representa Francesc de Montcada, tercer marquès d'Aitona, diplomàtic espanyol el qual també va abastar una sèrie d'oficis com a escriptor i historiador, militar i governant. Va nàixer en 1586, a la ciutat de València, en una família aristocràtica rebent des de xiquet una formació tant humanística com militar. Al llarg de la seua vida, va exercir molts papers entre ells va ser nomenat ambaixador d'Alemanya, va ser ambaixador extraordinari de La Infanta Isabel Clara Eugenia a la ciutat de Flandes, va ser militar i governador general dels Països Baixos. Sota este gran càrrec, va morir en el camp de Goch l'any 1635 sense poder tornar a Espanya.
Van Dyck decidix representar a Don Francesc de Montcada muntat a cavall, mirant de front, vestint una armadura completa juntament amb un coll blanc i llis que s'estén sobre els muscles. La seua mà dreta descansa sobre el bastó de comandament, mentres que l'esquerra, oculta, subjecta les regnes del cavall. Seguint la tradició dels capitans espanyols, el seu braç esquerre està envoltat per la banda roja, la qual oneja suaument en el vent mentres el cavall avança al trot.
L'expressió facial i la gestualitat de Don Francesc de Montcada es pot interpretar com una ostentació a la serenitat i prudència que este governador havia d'atresorar. A més, la seua falta d'expressivitat en el rostre, mitjançant una mirada assenyada, es pot interpretar com la transmissió de domini i control. La seua postura règia i serena suggerix un líder segur de si mateix i conscient de la seua posició privilegiada en la societat.
El cavall proposa una metàfora de poder militar i destresa en l'equitació, a més de ser un símbol de noblesa, elegància i sobretot, poder. No obstant això, Van Dyck no representa a Don Francesc de Montcada com un militar victoriós després d'una batalla, sinó que es tracta d'un passeig assossegat que al·ludix a la posició pacifista del representat.
En aquest retrat, la figura de Francesc de Montcada encarna tant la auctoritas com la potestas. La seua postura alçada i la seua mirada directa transmeten una autoritat moral i un sentit de prestigi inherent a la seua posició aristocràtica.
Sens dubte, l'elecció del retrat eqüestre per part de l'artista té un context anterior. La representació de líders polítics i militars en cavall es remunta a l'Antiguitat, amb obres com Marco Aurelio eqüestre. No obstant això, podem veure com el tipus iconogràfic ha canviat: Francesc de Montcada sosté un bastó de comandament i no dirigix un exèrcit. En l'obra Gattamelata, la qual és probablement la primera escultura eqüestre realitzada des de l'Antiguitat, revela una semblant serenitat a l'obra de Van Dyck, portant també un bastó de comandament. No obstant això, la representació s'assembla clarament al Retrat eqüestre del duc de Lerma de Rubens, el qual agafaria una inspiració directa de Carles V en Mühlberg de Ticià. El primer mostra el mateix esquema compositiu: el representat es troba a l'aire lliure destacant una cridanera naturalesa, porta un bastó de comandament i el cavall mostra un notori escorç. No obstant això, Van Dyck decidix descartar a l'exèrcit que Rubens representa en el fons del seu quadre per a recalcar el sentiment pacifista de Don Francesc de Montcada.